# Cocieri
Cocieri (ryska: Кочиеры) är en distriktshuvudort i Moldavien. Den ligger i distriktet Raionul Dubăsari, i den centrala delen av landet, vid östra sidan av floden Dnestr i regionen Transnistrien. Cocieri ligger 89 meter över havet  och antalet invånare är 4 151.
Terrängen runt Cocieri är huvudsakligen platt, men åt nordväst är den kuperad.  Trakten runt Cocieri består till största delen av jordbruksmark.